# ایگور گومز
ایگور گومز (پرتغالی: Igor Gomes؛ زادهٔ ۱۷ مارس ۱۹۹۹) بازیکن فوتبال اهل برزیل است. 
از باشگاه‌هایی که در آن بازی کرده‌است می‌توان به باشگاه فوتبال سائو پائولو اشاره کرد. باشگاه رئال مادرید اسپانیا که در طول دو سال اخیر با جذب نفراتی همچون وینیسیوس جونیور ، رودریگو گوئس ، ادر میلیتائو و رینیر ژسوس به مهد و مقصد محبوب جواهران فوتبال برزیل تبدیل شده ، به شدت در پی جذب گومز که لقب کاکای جدید برزیل را یدک میکشد، میباشد.
وی همچنین در تیم ملی فوتبال زیر ۲۰ سال برزیل بازی کرده‌است.